# Прокуна, Алехандра
Алехандра Прокуна (исп. Alejandra Weinstein Procuna, 14 февраля 1969, Мехико, Мексика) — известная мексиканская актриса театра и кино. Рост — 173 см.

## Биография
Родилась 14 февраля 1969 года в Мехико в семье Эрнесто Вейнштейна Пенья и Ампаро Прокуна Чаморро, племянница известной мексиканской сценаристки Марсии дель Рио. Дебютировала вначале в мексиканском театре в 1988 году в культовом спектакле Петя и волк, кроме того, приняла участие в ещё одном спектакле, а позже в 1990 году и в кинематографе — всего за свою карьеру снялась в 35 работах в кино и телесериалах. С 1983 по 1988 год училась в CEA на актёрском факультете. В основном актриса исполняла роль злодеек, но в паре-тройке сериалов она исполняла также и положительные роли. Благодаря участию в телесериалах: Мария из предместья, Марисоль, Мне не жить без тебя, Личико ангела и Страсти по Саломее, актриса стала известна во многих странах мира, в т.ч и в РФ. Роль Ребекки Сантос в телесериале Страсти по Саломее особенно запомнилась телезрителям, т.к она сыграла злодейку великолепно.

## Фильмография

### Телесериалы

#### Свыше 2-х сезонов
- 1985—2007 — Женщина, случаи из реальной жизни (17 сезонов; снялась в 10 сезонах с 1997 по 2006 год).
- 2008-н. в. — Женщины-убийцы (3 сезона) — Кларисса.
- 2011-н. в. — Как говорится (6 сезонов) — Клаудия.

#### Televisa
- 1990 — Пепел и алмазы — Синтия.
- 1990 — Я покупаю эту женщину — Георгетте.
- 1993 — Тайные намерения — Клара Карденаль.
- 1995 — Мария из предместья — Бренда.
- 1996 — Марисоль — Мальге.
- 1996 — Мне не жить без тебя — Элиса.
- 2001-02 — Страсти по Саломее — Ребекка Сантос.

#### Фильмы
- 1995 — Гадюка — Пилар.

## Театральные работы
- Петя и волк

## Прочие фотографии персоны
Актриса в 2003 году.